# City-Center Bergedorf

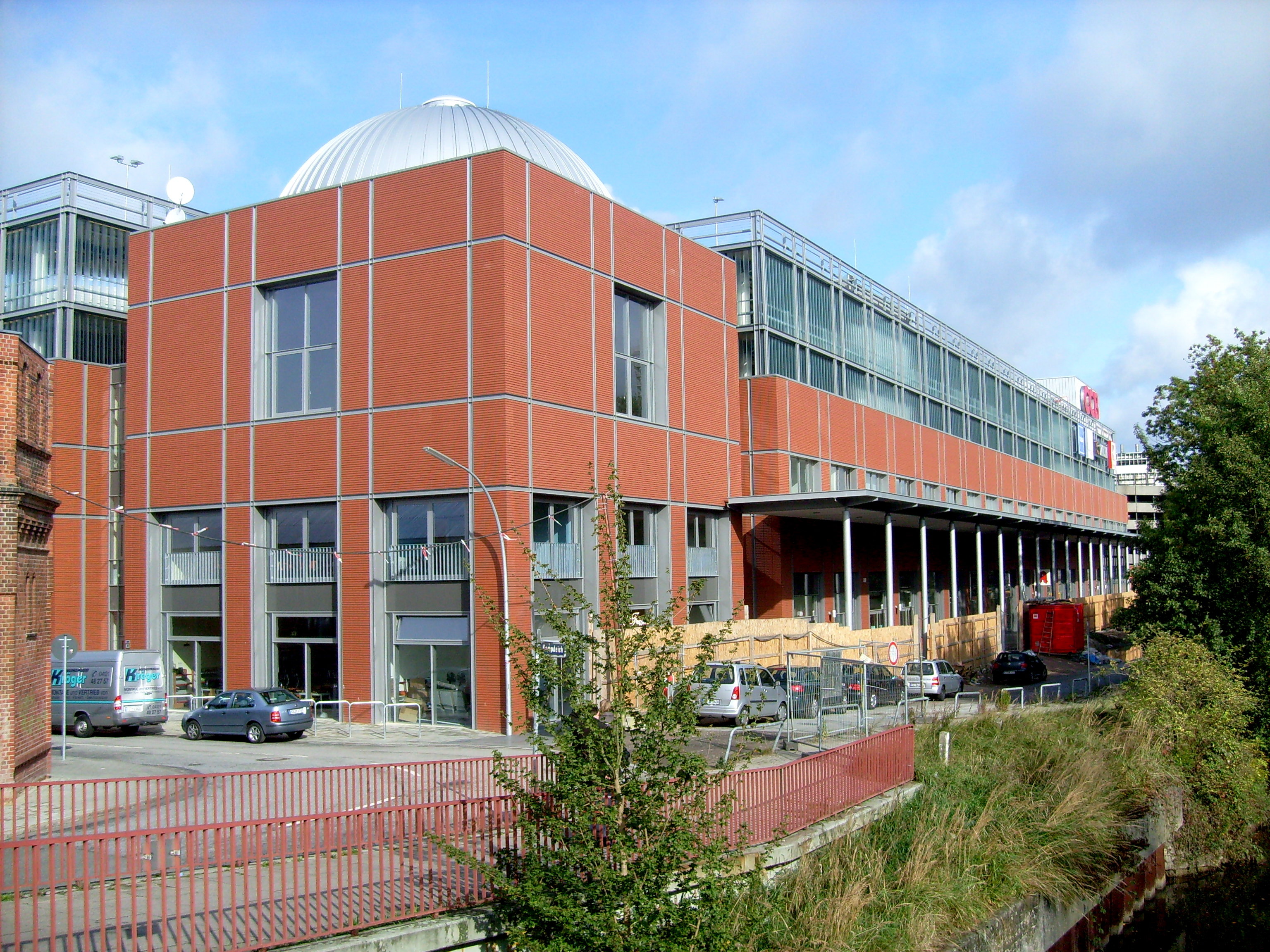
Das südliche Gebäude von der rückwärtigen Seite aus

CCB-Logo

Das City-Center Bergedorf (CCB) ist ein 1973 eröffnetes und 2008 und 2010 erweitertes Einkaufszentrum in Hamburg-Bergedorf. Aus dem zweistöckigen CCB ragt ein rund 50 Meter hoher Wohnturm, der bereits von Weitem sichtbar ist und das Bild Bergedorfs mitprägt. Das CCB besteht aus drei Gebäuden.

## Geschichte
Das CCB eröffnete am 1. November 1973 und hatte zunächst mit 8.500 m² eine im Vergleich zu anderen Einkaufszentren recht geringe Verkaufsfläche. Das CCB wurde unmittelbar an der Bille bzw. dem Bergedorfer Hafen, dem Serrahn, auf einer Halbinsel errichtet. Das dazugehörige Parkhaus stand auf der anderen Seite der Bille und war nur über eine überdachte, verglaste Brücke erreichbar. Die Rolltreppe befand sich zunächst inmitten des Einkaufszentrums, was sich bald als Konstruktionsfehler herausstellen sollte: Der Kundenstrom zog von der Fußgängerzone Sachsentor in Richtung Bahnhof nur an der Hälfte der Geschäfte vorbei, was für viele Geschäfte einen geringen Umsatz bedeutete und damit anschließend diverse Leerstände zur Folge hatte. Dieser Zustand änderte sich 1982, als die Eigentümerin, die Victoria Versicherung, die Rolltreppen an die Ein- und Ausgänge des CCB bauen ließ, Peek & Cloppenburg als Mieter gewinnen konnte und der CCB-Manager wechselte. Seit 1988 ist die Fundus-Gruppe aus der Region Köln Eigentümerin des Komplexes.
Um den seit Mitte der 1990er-Jahre einsetzenden wirtschaftlichen Abwärtstrend aufzuhalten und die Attraktivität des CCB zu steigern, wurde im Rahmen weitreichender Umbaumaßnahmen der Bergedorfer Innenstadt – Bahnhof und ZOB werden neu gestaltet – zwei Neubauten errichtet. Der erste Neubau südlich des Altbaus jenseits der Bergedorfer Straße wurde am 29. Februar bzw. 6. März 2008 eröffnet. Er hat im Vergleich zum Altbau zwar große Ausmaße mit großen, dreistöckigen Parkflächen auf dem Dach, beherbergt aber neben einem Großsupermarkt von Kaufland nur drei weitere Geschäfte, ein Café und eine Moschee.
Der zweite Neubau wurde dort errichtet, wo sich der vormalige Busbahnhof sowie das alte Parkhaus befand, das weichen musste. Dieser 40 Fachgeschäfte umfassende Neubau wurde am 28. Oktober 2010 mit einem umfangreichen Festprogramm durch den Ersten Bürgermeister Hamburgs eröffnet und hat die Verkaufsfläche des CCB verdoppelt. Das komplette dritte Obergeschoss wurde vom Bezirksamt Bergedorf angemietet. Bereits sechs Monate nach der Eröffnung verkaufte die Eigentümerin das CCB zum 1. April 2011 an die Commerz Real Spezialfonds-Gesellschaft, einer Tochtergesellschaft der Commerzbank.

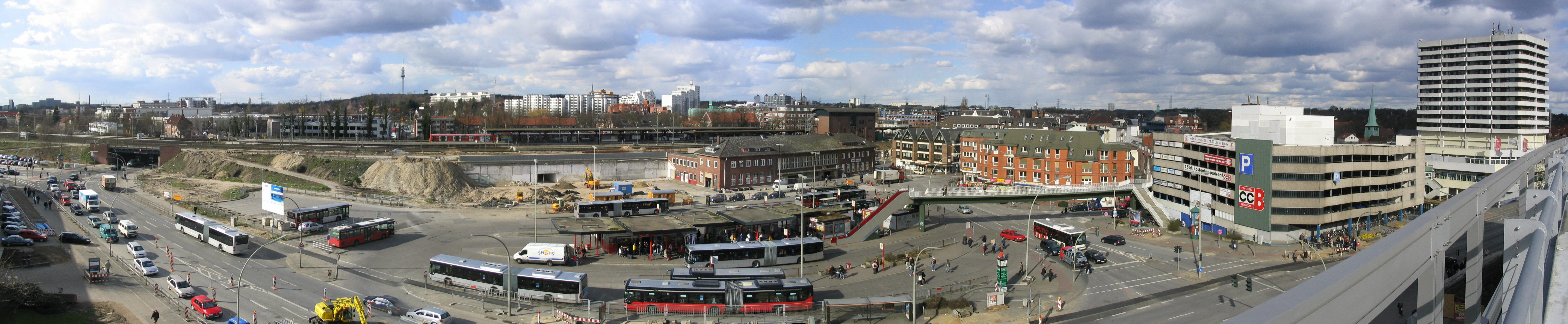
Das CCB (rechts) kurz vor den Um- und Neubauarbeiten. In der Mitte: ZOB und S-Bahnhof 2008 kurz vor dem Abriss und der Neugestaltung

Die Investitionen der Renovierung des Altbaus und der Eröffnung der Neubauten betrugen rund 100 Millionen Euro. Bereits wenige Monate nach der Eröffnung zeigte sich anhand der Umsätze des CCB und der umliegenden Geschäfte, insbesondere in der Einkaufsstraße Sachsentor, dass die Um- und Neubauten Bergedorf spürbar belebt haben.

## Kritik
Kritik wird daran geübt, dass es sich um drei voneinander unabhängige Gebäudekomplexe handelt, von denen das südlich der Bergedorfer Straße gelegene Gebäude nicht einmal mit den beiden anderen Gebäuden durch geschlossene Fußgängertunnel oder -brücken verbunden ist.